# Peso da Régua (freguesia)
A Freguesia de Peso da Régua é uma antiga freguesia portuguesa do Município do Peso da Régua, freguesia que tinha 5,76 km² de área e 5 292 habitantes (2011), e, por isso, uma densidade populacional de 918,8 hab/km².
Pela última Reorganização administrativa do território das freguesias, de acordo com a Lei nº 11-A/2013 de 28 de Janeiro, esta freguesia juntamente com a Freguesia de Godim passou a constituir a União das Freguesias de Peso da Régua e Godim.

## População
| Número de habitantes | Número de habitantes | Número de habitantes | Número de habitantes | Número de habitantes | Número de habitantes | Número de habitantes | Número de habitantes | Número de habitantes | Número de habitantes | Número de habitantes | Número de habitantes | Número de habitantes | Número de habitantes | Número de habitantes |
| -------------------- | -------------------- | -------------------- | -------------------- | -------------------- | -------------------- | -------------------- | -------------------- | -------------------- | -------------------- | -------------------- | -------------------- | -------------------- | -------------------- | -------------------- |
| 1864                 | 1878                 | 1890                 | 1900                 | 1911                 | 1920                 | 1930                 | 1940                 | 1950                 | 1960                 | 1970                 | 1981                 | 1991                 | 2001                 | 2011                 |
| 2 818                | 2 990                | 3 019                | 3 851                | 4 297                | 5 847                | 5 082                | 5 923                | 5 796                | 5 563                | 5 426                | 5 736                | 5 249                | 5 080                | 5 292                |

(Obs.: Número de habitantes "residentes", ou seja, que tinham a residência oficial neste município à data em que os censos se realizaram.)

## Património Cultural
- Solar da Família Vaz Osório ou Casa dos Vazes
- Marco granítico n.º 14
- Marco granítico n.º 15
- Edifício do Cine-Teatro Reguense
- Casa da Companhia Velha (actual Museu do Douro)
- Cais da Estação Ferroviária de Peso da Régua